# كلارنس غامبل
كلارنس غامبل (بالإنجليزية: Clarence Gamble)‏ هو شخصية أعمال أمريكي، ولد في 10 يناير 1894، وتوفي في 15 يوليو 1966.